# 제이제이미디어웍스
㈜제이제이미디어웍스(JJ Mediaworks)는 대한민국의 디지털 콘텐츠 공급 기업이다.
2002년 2월 8일에 초기 자본금 4억 6500만원으로 설립되었으며, 주로 TV시리즈 애니메이션을 수입하여 방송사를 통해 공개하고 있다.
2009년 7월에는 생활경제 TV의 주식을 전액 인수한 후 사명과 업종을 변경하여 애니메이션 전문 방송사인 애니플러스를 설립하여 운영하고 있다. 애니플러스의 설립 이후에는 주로 수입한 작품을 자사인 애니플러스를 통해 공개하고 있으며, 애니플러스의 방영에는 원어에 한국어 자막으로 작품을 공개하고 있다.
수입한 작품의 경우에는 다른 케이블 방송사에 공급하여 공개하고 있기도 하고, IPTV에 공개하거나, 동영상 전문 다시보기 사이트에 공개하는 등의 다양한 방법을 활용하고있다.

## 연혁

### 2002년
- 2월: 2002년 2월 8일 설립 (초기 자본금 465백만원)
- 7월: 애니메이션 유료 VOD 웹사이트 '애니키키(Anykiki.com)'[1] 오픈

### 2003년
- 8월: KTF와 애니메이션 컨텐츠 제공계약 체결
- 9월: 네이버, 다음 등 주요 60여개 웹사이트와 VOD 서비스 제휴계약 체결 완료

### 2004년
- 1월: 투니버스와 애니메이션 VOD 유통대행계약 체결
- 3월: 신임 대표이사 주정엽 취임
- 8월: LG텔레콤과 애니메이션 컨텐트 제공계약 체결

### 2009년
- 7월: 생활경제TV㈜ 주식 전액 인수 후 ㈜애니플러스 변경
- 12월: 7일, ㈜애니플러스 개국

## TV 애니메이션

### 수입
- 후르츠 바스켓
- 골프천재 탄도
- 무적 철가방
- 2X2=시노부전
- 페토페토상
- 진월담 월희
- 학원 앨리스
- 마호로매틱
- 서쪽의 착한 마녀
- 스크랩드 프린세스
- 파니포니대쉬!
- 선생님의 시간
- 딸기 마시마로
- 페이트/스테이 나이트
- 괴물왕녀
- 히다마리 스케치
- 제로의 사역마
- 제로의 사역마: 쌍월의 기사
- 제로의 사역마: 삼미희의 윤무
- 여고생 Girl's High
- S.A. 스페셜 에이
- 파천황 유희
- 비즈 게이머
- 팬텀
- 퀸즈블레이드: 유랑의 전사
- 일기당천: Dragon Destiny
- 일기당천: Great Guardians
- 케이온!
- CANAAN
- 퀸즈블레이드: 왕좌를 잇는 자
- 푸른문학시리즈
- 늑대와 향신료 Ⅱ
- 식령제로
- 리스토란테 파라디조
- 사후편지
- 바보와 시험과 소환수
- 티어즈 투 티아라
- 일기당천: Xtreme Xecutor
- WORKING!!
- 내일의 요이치
- 서양골동양과자점 ~안티크~
- 겐지 이야기 천년기 Genji
- 회장님은 메이드 사마!
- Angel Beats!
- 오오카미 씨와 7명의 동료들
- 학원묵시록: HIGHSCHOOL OF THE DEAD
- 신만이 아는 세계
- MM!
- 내 여동생이 이렇게 귀여울 리가 없어
- 토가이누의 피
- 백화요란 사무라이 걸즈
- 쓰리몬
- 프랙탈
- 드래곤 크라이시스!
- 프리징
- 쓰리몬: 증량중!
- 꿈을 먹는 메리
- IS 인피니트 스트라토스
- GOSICK -고식-
- 마법소녀 마도카☆마기카
- 방랑 소년
- 레벨E
- 꽃이 피는 첫걸음
- 신만이 아는 세계 Ⅱ
- 우리들에게 날개는 없다
- [C] THE MONEY OF SOUL AND POSSIBILITY CONTROL
- 비탄의 아리아
- 별하늘에 걸린 다리
- 마리아†홀릭: 얼라이브
- 역경무뢰 카이지: 파계록편
- 도그 데이즈
- A채널
- 그날 본 꽃의 이름을 우리는 아직 모른다
- 데드맨 원더랜드
- 일상
- 롯테의 장난감
- STEINS;GATE
- 청의 엑소시스트
- 고양이신 팔백만
- 토끼 드롭스
- 바보와 시험과 소환수! 2기
- 마요치키!
- 이국미로의 크로와제
- 언젠가 천마의 검은 토끼
- 단탈리안의 서가
- 신의 인형
- NO.6
- 하느님의 메모장
- 로큐브!
- 세이크리드 세븐
- 누라리횬의 손자
- 누라리횬의 손자 ~천년마경
- 아이돌 마스터
- Fate/Zero
- 경계선상의 호라이즌
- 진지하게 날 사랑해!!
- 너와 나
- WORKING!! 2기
- 마시로색 심포니
- 나는 친구가 적다
- 페르소나4
- 길티 크라운
- UN-GO
- 마켄키!
- 미래일기
- 맹렬 우주해적
- 킬미 베이비
- 그 여름에서 기다릴게
- 남자고교생의 일상
- 아마가미SS+plus
- 이누X보쿠 시크릿 서비스
- Another
- 하이스쿨 DxD
- 테르마이 로마이
- 아빠 말 좀 들어라!
- 제로의 사역마: F
- 니세모노가타리
- 블랙★록슈터
- 듀라라라!!
- 메다카박스
- 너와 나 2기
- 언덕길의 아폴론
- 액셀월드
- 여름색 기적
- 기어와라! 냐루코양
- 쿠로코의 농구
- 전국 컬렉션
- 수수께끼 그녀 X
- 코드기어스 반역의 를르슈
- 코드기어스 반역의 를르슈 R2
- 오버 드라이브
- 현시연 2기
- 제비뽑기 언밸런스
- 현시연 1기
- 고르고 13
- 퀸즈블레이드 리벨리온
- 황혼소녀X암네지아
- 유레카 7 AO
- 메이저 1기~6기
- 키미키스
- 요술공주 밍키 2기
- 요술공주 밍키 1기
- 얼굴없는 달을 비롯한 각종 야애니

## OVA

### 수입
- Ichigo Mashimaro Original Video Animation Vol.1
- Ichigo Mashimaro Original Video Animation Vol.2
- Ichigo Mashimaro Original Video Animation Vol.3
- ICHIGO MASHIMARO encore Vol.1
- Ichigo Mashimaro encore Vol.2
- 바보와 시험과 소환수 축제 상
- 바보와 시험과 소환수 축제 하
- 현시연 OVA 1
- 현시연 OVA 2
- 현시연 OVA 3
- 제비뽑기 언발란스 OVA
- 퀸즈 블레이드 OVA ~ 아름다운 투사들
- 백화요란 사무라이 걸즈 <무삭제>
- 학원묵시록 HIGHSCHOOL OF THE DEAD <무삭제>

## 관련 목록
- 애니플러스